# Lachczyce
Lachczyce (biał. Ляхчыцы, poles. Ляхчычы, ros. Ляхчицы) – wieś na Białorusi, w rejonie kobryńskim, obwodu brzeskiego, w sielsowiecie Chidry. Miejscowość położona 15 km od Kobrynia oraz 18 km od Dywina.
Znajduje się tu kaplica prawosławna pw. św. Męczennicy Tatiany, podlegająca parafii w Wierzcholesiu.

## Ludność
W 2011 roku we wsi znajdowały się 72 gospodarstwa. Mieszkało tu 155 osób.

### Dynamika w zmianach liczby mieszkańców w ciągu ХХ stulecia
| okres | 1890 | 1905 | 1911 | 1921 | 1940 | 1959 | 1970 | 1999 | 2005 | 2011 |
| ----- | ---- | ---- | ---- | ---- | ---- | ---- | ---- | ---- | ---- | ---- |
| osób  | 268  | 380  | 318  | 214  | 285  | 211  | 253  | 204  | 173  | 155  |

## Historia
Nazwa wsi pochodzi od dialektalnego lacha – niezasiane pole (laszyć – zasiewać). Według podania ludowego nazwa ta wywodzi się od pierwszego osadnika – Lacha, czyli Polaka.
Obok wsi znaleziono kamienne groty strzał i włóczni. Po raz pierwszy wieś wzmiankowana w granicach Wielkiego Księstwa Litewskiego w spisie ludności ekonomii kobryńskiej, złożonym przez królewskiego rewidenta Dymitra Sapiehę w 1563 roku.
W 1563 roku po raz pierwszy wymienia się Kniażają Górę, na której według ludowego podania pochowana została księżna Olga.

### Historia
- 1795 r. – po III rozbiorze Rzeczypospolitej wieś zostaje włączona w skład Imperium Rosyjskiego, powiat kobryński.
- 1801 r. – wieś włączona do guberni grodzieńskiej.
- 1890 r. – wieś w gminie Błoty, 913 dziesięcin ziemi.
- 1897 r. – na terenie wsi było 38 gospodarstw, 268 mieszkańców, sklep.
- 1905 r. – wieś (367 mieszkańców) i posiadłość o tej samej nazwie (13 mieszkańców).
- 1911 r. – wieś liczyła 318 mieszkańców.
- 1921 r. – wieś wchodzi w skład II Rzeczypospolitej, gminy Błoty powiatu kobryńskiego w województwie poleskim, 40 domów, 214 mieszkańców.
- 1939 r. – wieś weszła w skład Białoruskiej Socjalistycznej Republiki Radzieckiej.
- 1940 r. – rejon dywiński w obwodzie brzeskim. Wieś liczyła 73 gospodarstwa, 285 mieszkańców, działała szkoła podstawowa.
- 1940-1959 – sielsowiet Wiercholesie.
- 1949 r. – 32 gospodarstw połączono w kołchoz im. Miczuryna. Potem razem ze wsiami Korczyce, Chodynicze, Wiercholesie i Olchówka rejonu kobryńskiego tworzy kołchoz Zwycięstwo.
- 1959 r. – wieś weszła w skład rejonu kobryńskiego.
- 1970 r. – 253 mieszkańców.
- 1999 r. – wieś liczyła 72 gospodarstwa i 204 mieszkańców.
- 2004 r. – kołchoz Sztandar Zwycięstwa został przekształcony w PGR Radonieżskij z centrum we wsi Korczyce.
- 2005 r. – wieś liczyła się 64 gospodarstw i 173 mieszkańców. We wsi dział dom usług społecznych, sklep, nowoczesny, niewykorzystywany budynek łaźni.
- 2011 r. – zamknięta została wiejska biblioteka.

## Kniażaja Góra
Na południu od wsi, obok skanalizowanej rzeczki Trościanica, położone jest uroczysko Kniażaja Góra (Kniażna Hora, Góra Książęca). Zgodnie z miejscowym podaniem, w uroczysku znajduje się grób księżnej Olgi, córki księcia czernihowskiego Romana Starego i żony Włodzimierza Iwana Wasylkowicza, księcia wołyńskiego. Podanie to związane jest z konkretnymi historycznymi faktami. W 1287 roku kniaziowie halicko-wołyńscy wyruszyli z wyprawą na Polskę. Książę Włodzimierz Iwan, ciężko chory, wysłał zamiast siebie wojewodę, a sam został w Kamieńcu. Bardzo cierpiąc od swojej rany (gniła mu dolna szczęka), poinformował Mścisława Daniłowicza łuckiego, że mianuje go spadkobiercą. Po wyprawie Mścisław został wezwany do podpisania dokumentów. Oddzielnie była napisana gramota, w której żonie Włodzimierza Oldze Romanownie zostały przekazane miasto Kobryń i wieś Horodiel (Horodiec).
Do tego też książę zmusił następcę całować krzyż, że on nie odda adoptowanej córki za mąż za Iziasława przeciwko jej woli, a jedynie tak, jak zechce Olga.
10 grudnia 1288 r. Włodzimierz Wasylkowicz zmarł. Olga Romanowna na pogrzebie męża była z Iziasławem i z siostrą swojego męża zakonnicą Heleną. Ostatni raz w Latopisie ipatijewskim Olga wymieniona została w marcu 1289 roku.
Kniażaja Góra była zaznaczona na rosyjskich mapach XIX w. oraz na polskich początku XX w. Pod koniec XX stulecia archeolog F. W. Pokrowski ze słów kapłana zapisał: „Wieś Chobowicze … gminy Błoty, Kobryńskiego powiatu. 5 wiorst na południowy zachód od wsi jest nieduży pagórek, nazywany w narodzie Kniażaja Góra. Nazywa się tak dlatego, że tu niby podczas bitwy zabito jakąś księżniczkę”.

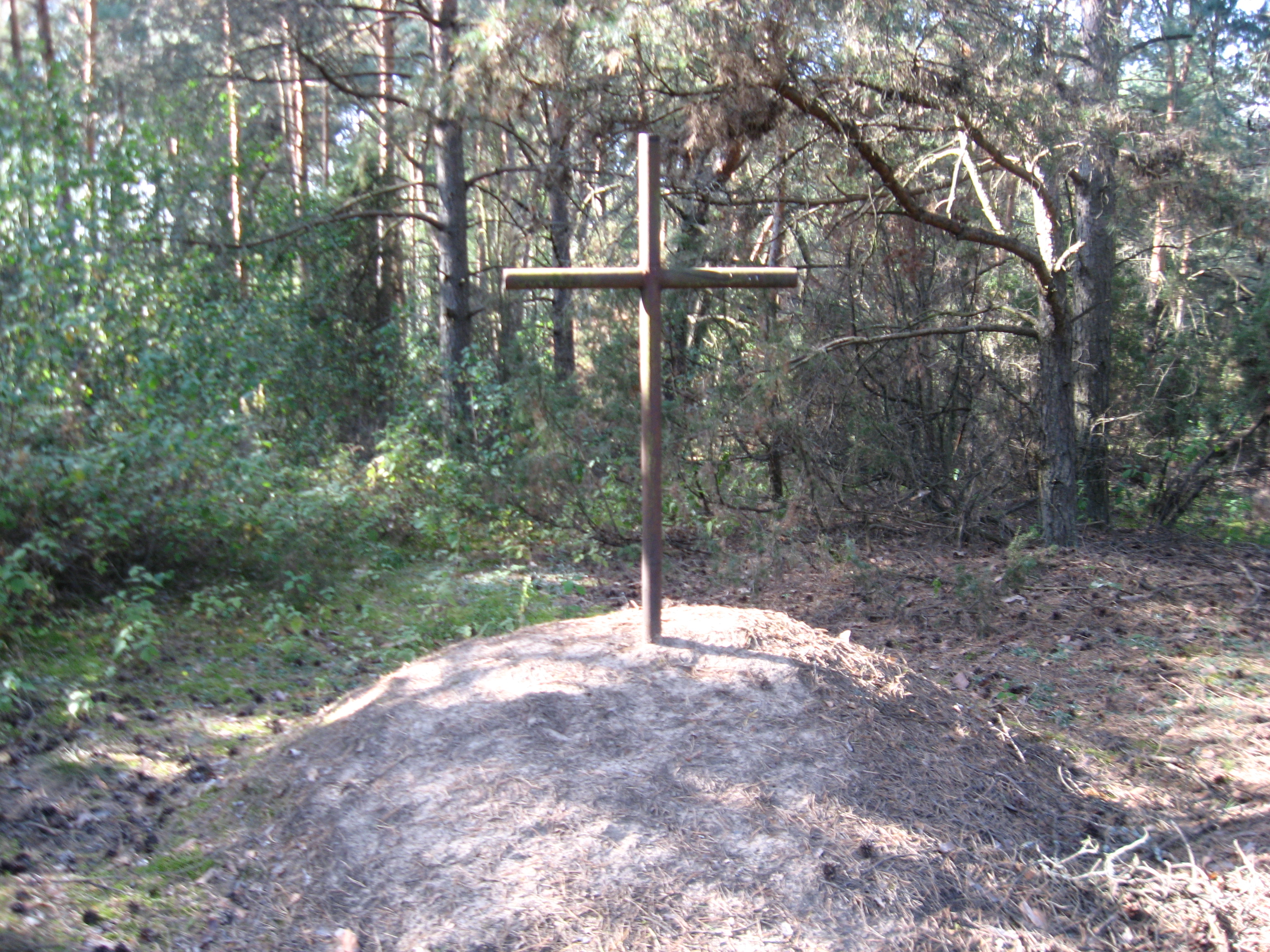
Krzyż na Kniażnej Horze

Kniażaja Góra miała wielki wpływ na rozwój wsi Lachczyce i sąsiednich okolic. W parafialnej cerkwi w Chobowiczach, zachowała się kronika o zdarzeniach, związanych z uroczyskiem.

## Herb i flaga Lachczyc
Dekretem Prezydenta Republiki Białorusi od 2 grudnia 2008 roku wprowadzono oficjalne symbole heraldyczne wsi Lachczyce – herb i flagę, na których przedstawiona jest księżna Olga.